# Корвалан, Луис
Луи́с Альбе́рто Корвала́н Ле́пес (исп. Luis Alberto Corvalán Lépez; 14 сентября 1916, Пуэрто-Монт, провинция Чилоэ — 21 июля 2010, Сантьяго) — чилийский политик, генеральный секретарь Коммунистической партии Чили (1958—1989).

## Начало политической деятельности
Родился 14 сентября 1916 года в семье учителя и крестьянки в селении Пелью недалеко от города Пуэрто-Монт в провинции Чилоэ. В 1931 году поступил в педагогическое училище города Чильяна, которое окончил в 1934 году с дипломом учителя начальных классов. По специальности проработал немногим более года — был уволен по политическим мотивам. В 1932 году вступил в коммунистическую партию (КПЧ).
Во второй половине 1930-х годов работал в Союзе коммунистической молодёжи, затем стал партийным журналистом в коммунистических газетах Frente Popular и El Siglo. С 1940 года работал в центральном печатном органе компартии — газете «El Siglo» — ответственным за профсоюзный сектор; в 1946 году назначен главным редактором газеты.
В 1947 году, после запрета КПЧ, был интернирован в концентрационных лагерях в Питруфкен и Писагуа.
С 1947 по 1958 год компартия находилась вне закона, в подполье. В 1948 году Корвалан возглавил отдел пропаганды ЦК КПЧ, руководил выпуском нелегальных партийных изданий. С 1950 года член ЦК КПЧ. В том же году был арестован и отправлен на несколько месяцев в ссылку. Член Политкомиссии ЦК КПЧ в 1956—1989 годах. В 1956 году снова арестован и заключён в концлагерь Писагуа.
В 1958—1989 годах — генеральный секретарь ЦК КПЧ. В 1961—1973 годах — сенатор (избирался сначала в провинции Консепсьон, затем в провинции Вальпараисо).
Сторонник строительства социализма ненасильственным путём, стал одним из организаторов блока политических партий и организаций «Народное единство» в 1969 году.

## Тюремное заключение
После реакционного военного переворота генерала Аугусто Пиночета 11 сентября 1973 года ушёл в подполье, однако уже 27 сентября был арестован в Вальпараисо (в руководстве подпольными структурами КПЧ его замещал Виктор Диас Лопес, убитый в 1976). Содержался без суда сначала в одиночном заключении, затем, после приговора к 5 годам заключения «за шпионаж», в различных концлагерях, в том числе на острове Досон в Ритоке и Трес-Аламос. Одно время КГБ СССР рассматривал вариант его вооружённого освобождения с острова Досон.
Стал самым известным чилийским и латиноамериканским политзаключённым. Во время заключения в 1975 году был удостоен Международной Ленинской премии.

## Обмен политзаключённых
СССР возглавил международную кампанию за его освобождение и с 1975 года вёл переговоры на эту тему. В сентябре 1976 года вариант обменять Корвалана на известного советского политзаключённого, диссидента Владимира Буковского был официально оглашён одновременно Датским комитетом Сахаровских чтений в Копенгагене и самим академиком Андреем Сахаровым в Москве, получив широкую международную поддержку; в частности, его поддержали правозащитная организация «Международная амнистия» и Международная лига прав человека. 15 декабря Политбюро ЦК КПСС приняло решение «О мероприятиях в связи с освобождением т. Л.Корвалана», в соответствии с которым был выделен специальный самолёт для доставки Корвалана с семьёй из Цюриха, где планировался обмен, в СССР. КГБ СССР обеспечил доставку Буковского на спецсамолёте в Цюрих и отправку с ним его матери. 18 декабря обмен состоялся, после чего Корвалан получил в СССР политическое убежище и жил в Москве.

## Возвращение в Чили
В 1980 году одобрил создание вооружённых революционных движений (таких как Патриотический фронт имени Мануэля Родригеса) в качестве способа свержения диктатуры Пиночета, которого он называл «самый главный враг своей жизни».
Нелегально вернулся в Чили в августе 1983 года. Это стало возможным после его обращения в ЦК КПСС и принятого в 1983 году закрытого постановления политбюро и трёх проведённых пластических операций, изменивших его внешность. По поддельному паспорту профессора из Колумбии Рикардо Риоса вылетел в Будапешт, а оттуда — в Буэнос-Айрес, после чего перебрался в Чили, где в течение шести лет, до падения диктатуры Пиночета, жил и работал на нелегальном положении. В 1985 году сумел ещё раз побывать в Москве, чтобы пройти курс лечения.
В мае 1989 года добровольно оставил пост генерального секретаря компартии, оставшись членом ЦК. После окончания периода диктатуры тайно выехал из Чили, чтобы 6 октября 1989 года официально вернуться в страну.

## Последние годы

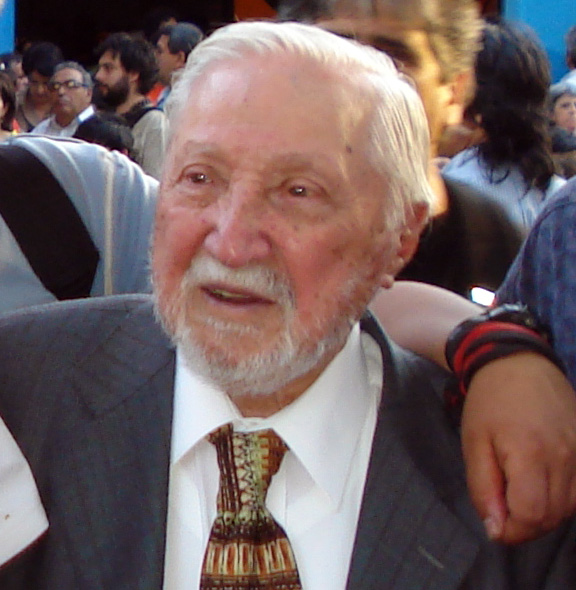
Луис Корвалан на вечере памяти Виктора Хары 2 декабря 2009 года. Фрагмент полной фотографии.

Последние годы жизни провёл вместе с семьёй в Сантьяго. Стены его квартиры были увешаны портретами и фотографиями Че Гевары, Фиделя Кастро, классиков марксизма-ленинизма, а также его современников — коммунистических лидеров эпохи идеологического противостояния СССР и США. В 1995 году вышла его книга «Крушение советской власти», в которой он назвал распад СССР трагедией мирового социалистического движения.
Несмотря на крах социалистической системы в СССР, продолжал придерживаться коммунистических взглядов и бороться за построение социализма в Чили.
Умер 21 июля 2010 года у себя дома в Сантьяго.

## Семья
Жена — Лили Кастильо Рикельме, дети — Мария Виктория, Вивиана, Луис Альберто (1947—1975, умер в Болгарии от последствий перенесённых в Чили пыток)

## Награды
- орден Ленина (13.09.1976)
- орден Октябрьской Революции (12.09.1986)
- орден Плайя-Хирон (1979)
- орден Карла Маркса[16]
- орден Клемента Готвальда (12.5.1977)[17]

## Память
- Именем Луиса Корвалана названы улицы в посёлке Клеон во Франции[18] и в провинции Пезаро-э-Урбино в Италии.

## Корвалан в произведениях литературы и искусства
- В 1975 году режиссёр Роман Кармен снял документальный фильм «Сердце Корвалана».
- У панк-группы «Юго-Запад» есть песня «Корвалан».
- Упоминается в песне «Was wollen wir trinken» группы Oktoberklub.
- Факт обмена получил отражение в частушке Вадима Делоне[19]: «Обменяли хулигана // На Луиса Корвалана. // Где б найти такую б…, // Чтоб на Брежнева сменять?».
- У автора и исполнителя песен Тимура Шаова в песне «Разговор с критиком»: «Вреден я, не отпираюсь // …Я замучил Корвалана, // И Александра Мирзаяна // Я планировал убить.»
- Упоминается в сериале "Игры", в 6 серии 1 сезона.
- Упоминается в юмореске 1992 года «Пародия на сериал «Богатые тоже плачут» в исполнении Клары Новиковой (автор Алексей Цапик).

Почтовая марка ГДР, посвящённая Корвалану, 1973, 10+5 пфеннигов (Михель 1890, Скотт B173)

## Корвалан вфилателии
В ГДР в 1973 году вышла почтовая марка, посвящённая Луису Корвалану, номиналом 10 + 5 пфеннигов ( (Mi #1890; Sc #B173)). На марке изображён портрет Корвалана на фоне красного флага.